# Gerra sevorsa
Gerra sevorsa är en fjärilsart som beskrevs av Augustus Radcliffe Grote 1882. Gerra sevorsa ingår i släktet Gerra och familjen nattflyn. Inga underarter finns listade i Catalogue of Life.